# Argyrosomus japonicus
Argyrosomus japonicus är en fiskart som först beskrevs av Temminck och Schlegel, 1843.  Argyrosomus japonicus ingår i släktet Argyrosomus och familjen havsgösfiskar. Inga underarter finns listade i Catalogue of Life.

## Bildgalleri

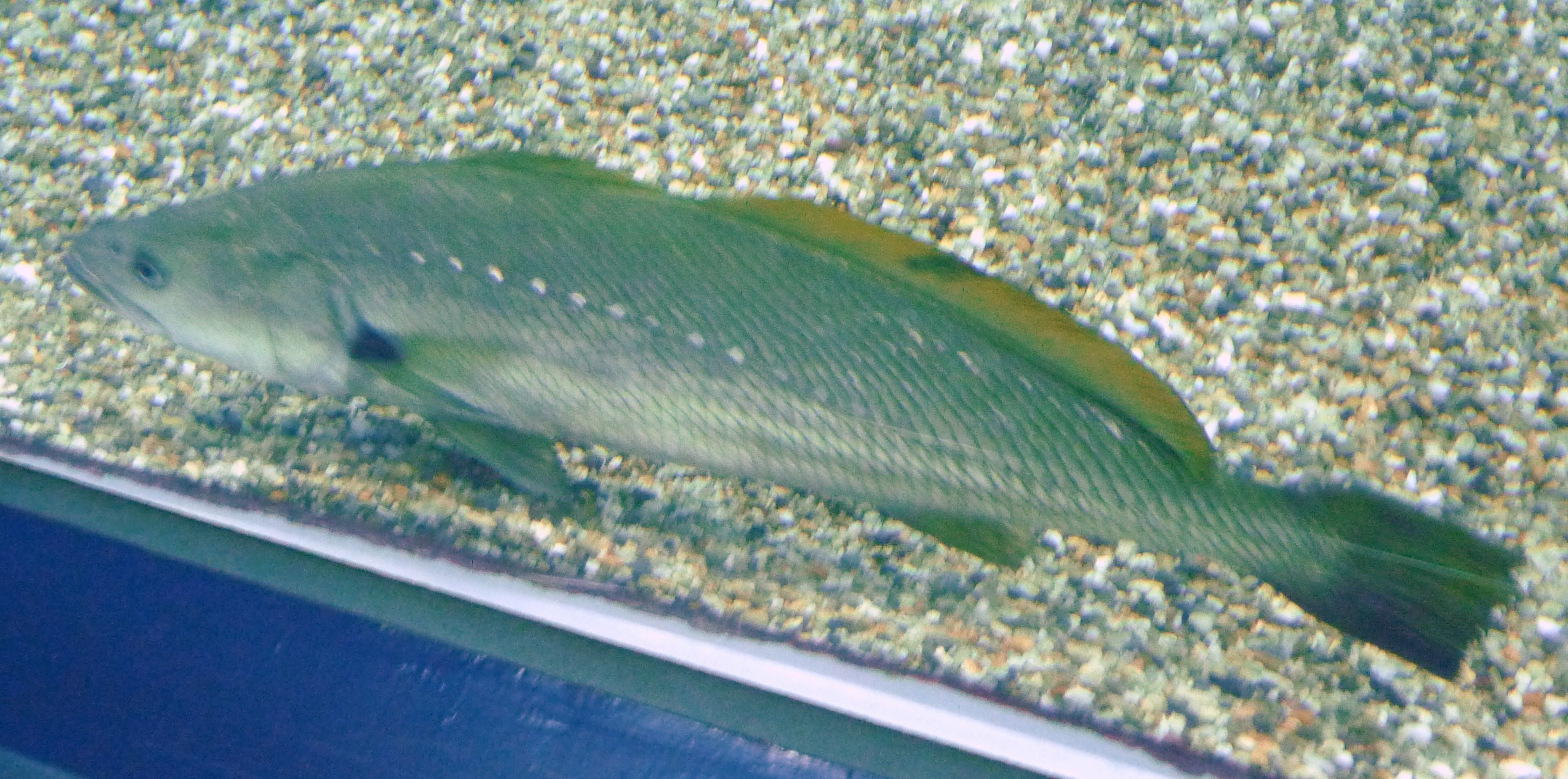